# Timothy Pickering

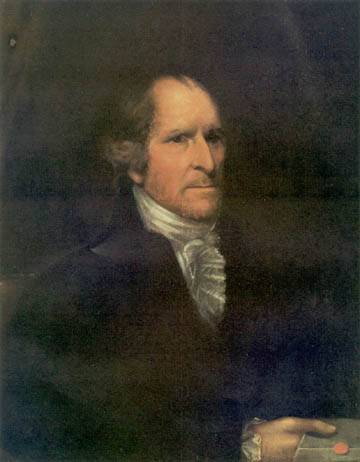
Timothy Pickering.

Timothy Pickering, född 17 juli 1745 i Salem, Massachusetts, USA, död där 29 januari 1829, var en amerikansk politiker (federalist). Han var far till John Pickering, farfar till Charles Pickering samt farfars far till Edward Charles och William Henry Pickering.
Han utexaminerades 1763 från Harvard College, och blev 1768 advokat i Massachusetts. Han accepterade 1777 George Washingtons erbjudande att bli generaladjutant (adjutant general) i den amerikanska armén. 1785 bosatte han sig i Pennsylvania, där han deltog i det politiska livet på federalisternas sida.
Washington utnämnde honom 1791 till generalpostmästare (Postmaster General), dvs. chef för postverket United States Postal Service. Han efterträdde Samuel Osgood i ämbetet. Joseph Habersham efterträdde honom som chef för postverket när han blev USA:s krigsminister.
Han var krigsminister från januari till december 1795 och sedan utrikesminister 1795–1800.
Som utrikesminister förde han en mot Frankrike oförsonlig politik, önskade delta i revolutionskrigen mot landet, och kom därigenom i konflikt med president John Adams. Sedan han återvänt till Massachusetts, framträdde han som ledare för de ytterligtgående federalisterna.
Han var ledamot av USA:s senat från Massachusetts 1803–1811 och ledamot av USA:s representanthus 1813–1817.
År 1804 hade han vissa förbindelser med Aaron Burr, därefter bekämpade han kraftigt Thomas Jeffersons embargopolitik. Under James Madison motsatte han sig 1812 års krig och förordade en sprängning av unionen och upprättandet av en särskild konfederation av New Englands stater i allians med Storbritannien.
Det var en stor ironi att en federalist blev en ledande röst för att USA skulle delas upp.